# Pustodol
Pustodol est un village de la municipalité de Donja Stubica (comitat de Krapina-Zagorje) en Croatie. Au recensement de 2011, le village comptait 844 habitants.